# Església parroquial de Nostra Senyora de l'Assumpció
L'Església parroquial de Nostra Senyora de l'Assumpció és una església de tipus gòtic català de La Vila Joiosa. Va ser construïda el segle xvi sobre una ermita adjacent a una alqueria.
Es troba al barri vell de la localitat prop de la Costera La Mar, amb la seua entrada principal situada a la plaça de l'Església. Està enclavada dins de les muralles que envoltaven a la ciutat antiga i adossada a aquestes juntament amb el castell, avui inexistent. Al seu torn existeixen diversos habitatges adherits, ja que usen parts dels llenços com a parets.
L'edifici original fou construït el 1558 i consta d'una sola nau d'estil gòtic català dividida en sis trams. A l'interior hi ha un absis poligonal, el presbiteri, capelles entre els contraforts i una torre campanar que presideix el nucli històric i que antigament exercia funcions de vigilància. La seua il·luminació és reduïda i la decoració és escassa.
En el Renaixement se li van adossar unes portades i en el Neoclassicisme, dues capelles consagrades a Santa Marta (patrona del municipi) i a la Immaculada Concepció.
En ser església fortalesa, no només s'utilitzava per al culte i l'oració sinó també per a la defensa davant els atacs de pirates. De fet, l'absis compleix la funció de torre de la muralla. Com a fortalesa que és, disposava de sageteres perquè les usessin els arquers o, més endavant, els soldats amb pistoles o arcabussos. D'aquesta manera podien defensar a la població que s'amagava a l'església.